# 토머스 아널드 (봅슬레이 선수)
토마스 앨프리드 아널드(영어: Thomas Alfred Arnold, 1901년 5월 5일 ~ ?)는 영국의 봅슬레이 선수로 1920년대 초에 활동했다. 그는 샤모니에서 열린 1924년 동계 올림픽의 봅슬레이 4인승 종목에 출전해서 은메달을 땄다.